# Denis Grivot
Pour les articles homonymes, voir Grivot.
Le chanoine Denis Grivot, né le 3 novembre 1921 à Rully, et mort le 9 juillet 2008 à Autun, est un ecclésiastique catholique français, conservateur honoraire des antiquités et objets d'art de Saône-et-Loire, maître de chapelle de la cathédrale d'Autun et historien de l'art.

## Biographie
- Si vous ne connaissez pas le sujet, laissez ce bandeau (vous pouvez alors contacter les auteurs).
- Si vous supprimez le contenu mis en cause (vous pouvez préalablement contacter les auteurs),

argumentez précisément cette suppression dans la page de discussion
(un manque de référence n'est pas un argument ; une recherche réelle de référence doit avoir été effectuée, être formellement documentée).
Né dans une famille de marchand de vins à Rully, Denis Grivot fait des études primaires à la maîtrise de la cathédrale d'Autun, et ses études secondaires au petit séminaire de Rimont, puis à celui de Semur-en-Brionnais. Ses études supérieures se passeront à Saint-Sulpice, à Paris, là où, 180 ans plus tôt, Talleyrand, à qui il consacrera quelques années plus tard un ouvrage, avait fait les siennes.
Ordonné prêtre en 1947 et vicaire de la cathédrale Saint-Lazare d'Autun, il est de suite nommé directeur de la maîtrise, poste qu'on lui confie afin de procéder à la fermeture de l'établissement dont la fréquentation est devenue quasiment nulle. Il n'écoutera pas son évêque et sauvera l'école, grâce à l'édition de ses ouvrages. Historien et écrivain français, auteur d'une trentaine d'ouvrages, il réalise un ouvrage magistral sur les églises et chapelles de Saône-et-Loire, qui lui vaut d'être nommé conservateur des antiquités et objets d'art de Saône-et-Loire. C'est un auteur spécialisé dans l'art roman, et en particulier dans les ouvrages consacrés à Autun, parlant avec la plus grande aisance de la cathédrale d'Autun, de ses sculptures, des personnages historiques attachés à ces lieux. Il donne également des conférences.
Il avait été très marqué qu'un chanoine ait vendu la tête du Christ ornant le tympan de l'édifice religieux en 1766 et que cette dernière trônât dans une vitrine du musée Rolin à Autun. Aussi, par un après-midi de 1948, l'abbé vola cette tête de Christ pour la replacer sur les épaules du crucifix perché à plusieurs mètres au-dessus du sol. Le conservateur du musée, homme d'humour, plaça dans la vitrine une étiquette : « Tête du Christ : en dépôt à la cathédrale ». C'est aussi le sujet de son dernier ouvrage paru chez l'éditeur bourguignon Gérard Gautier. Il fut un guide précieux et bénévole pour expliquer les trésors de la cathédrale d'Autun aux visiteurs, anonymes ou célèbres, comme la reine d'Angleterre, le prince Charles et l'empereur Bokassa, des présidents de la République, ou des acteurs.
Il fut des premiers à faire partie de l'Académie du Morvan lors de sa création en 1967. Il fut également membre du comité d'honneur du prix de Bourgogne de littérature et de culture. Il était également membre de l'Académie de Mâcon. En 1992, il inaugure une peinture murale de 8 × 3 m de l'artiste peintre Jean-Claude Bligny dans la chapelle des Ursulines à Autun. Il a procédé à de nombreuses sépultures, dont l'office du duc de Magenta.
C'est avec humour qu'il constate le vol des reliques de saint Lazare à la cathédrale d'Autun.
Il meurt le 9 juillet 2008 à Autun.
« Il aimait la vie, l'humour, l'amitié mais, sous ses airs goguenards, il était profondément religieux et prêtre. Cependant, il pouvait étonner, voire choquer tel ou tel, car il n'était pas "classique" ». a écrit à son décès Fernand Nicolas, en souvenir d'un ancien camarade d'école, ajoutant : « J'étais bon à la course, lui était excellent aux agrès. Je parle de sport parce que nous n'étions pas dans la même classe et je ne peux donc rien dire des aspirations intellectuelles d'alors. »

## Publications
liste non exhaustive
- 1950 : La Cathédrale d'Autun, Impr. Notre-Dame des Anges.
- 1951 : « L'étrange aventure de la cathédrale d'Autun », in Cahiers du Cœur Meurtry, 40 pp. in-8°, 3 et 4 juillet 1951. 3e réédition en 1977, éditions Zodiaque, 80 p.
- 1953 : L'étrange aventure de la cathédrale d'Autun, avec Marie Tadié.
- 1953 : Autun 1, Éditions Monastiques. Texte en anglais de Marie Tadié. Réédition par les Éditions Zodiaque en 1961-1969, 1991. Édition Lescuyer en 1967, 326p.
- 1954 : Inventaire d'Autun, avec R.G. Phelipeau, Éditions du Zodiaque, 50 p.
- 1954 : Le tympan de la Cathédrale d'Autun, 1950 et Fernand Guimet, en 1954. Réédité en 1960.
- 1954 : Le Bestiaire de la Cathédrale d'Autun, Imp. Lescuyer à Lyon pour les Éditions Ange Michel.
- 1959 : Les saints de tous les jours de juillet, Éditions Club du Livre Chrétien, Robert Morel.
- 1960 : Le Diable dans la cathédrale, Éditions Robert Morel, Club du livre chrétien, 255 p. Représentation du Diable dans l'art médiéval par Jean-Pierre Bayard.
- 1960 : Gislebertus sculpteur d'Autun, avec George Zarnecki, Éditions Trianon, 180 p. Préface de Paul Deschamps, Intr: Boase TSR 2 éditions en anglais parues en 1961 par Presse Orion et Trianon de Presse.
- 1960 : Le Monde d'Autun, Collection les Points Cardinaux, no 1, 202 p., réédition éditions Zodiaque, 1965, 204p.
- 1960 : Les jours de la Nativité, avec des poèmes de Pierre Emmanuel, éditions Zodiaque, Collection des Points Cardinaux, no 2, 212p.
- 1963 : « Inventaire d'Autun », in Cahiers de l'atelier du cœur meurtri, no 22bis, éditions Zodiaque, 44p.
- 1965 : Le Monde d'Autun, 1re éditions Zodiaque, 2e édition Zodiaque 1969.
- 1967 : Autun, Lyon, Éditions Lescuyer, 324 p.
- 1969 : L'étrange aventure de la cathédrale d'Autun, 2e édition, éditions Zodiaque, abbaye de la Pierre-Qui-Vire, 80 p.
- 1971 : Autun, église romane, éditions Zodiaque, 32 p.
- 1972 : Sully-le-Château, Imp. Jobard, 30 p.
- 1972 : Images de Noël à Autun et en d'autres lieux, éditions Zodiaque, collection Les travaux des mois no 8.
- 1973 : Le Diable dans la cathédrale, 2e édition, 164 p.
- 1973 : Le bestiaire dans la cathédrale d'Autun, Lyon, Éditions Ange Michel, 25 p.
- 1974 : La légende dorée d'Autun ; Chalon, Mâcon, Charolles et Louhans, Éditions Lescuyer, 516 p.
- 1975 : Images des jours saints, éditions Zodiaque, Collection Les Travaux des mois, 128 p.
- 1976 : Clochers de l'Autunois, en collaboration avec Marc Schmidt, Éditions Typoffset Impressions.
- 1976 : (de) Die Bildhauerarbeit des XII Jahrhunderts am Münster von Autun, avec Annie Wehrlé, Jean Perrin, Éditions S.A.E.P., 99 p.
- 1976 : Sculptures du XIIe siècle dans la cathédrale d'Autun, Éditions SAEP, rééditions en 1980, 1990 et 2000.
- 1977 : Images de l'Apocalypse.
- 1980 : (en) Twelfth century sculpture in the cathédral of Autun, traduction de Gertie Bagage, dessins de Jean Perrin, Éditions SAEP - EAPE à Colmar, 99 p.
- 1981 : Images d'anges et de démons, collection Les Travaux des mois, no 22, éditions Zodiaque, Saint Léger Vauban, 125 p.  (ISBN 2-7369-0106-1)
- 1981 : Autun guide promenade, en collaboration avec Roland Niaux, Éditions Civry  (ISBN 2859830324)
- 1982 : Anzy-le-Duc, Montceaux-l'Étoile, Lyon, Éditions Lescuyer, 67 p.
- 1983 : Autun, Éditions Weber, atelier Cœur Meurtri, abbaye de la Pierre qui Vire, 63 p.
- 1984 : Les Abbés de Cluny, réédition en 1993, 263 p.
- 1984 : Semur-en-Brionnais, Iguerande, Éditions Lescuyer, 58 p.
- 1986 : La Cathédrale d'Autun.
- 1986 : (de) Die Kathedrale von Autun, Delta 2000, Éditions S.A.E.P., 37 p.
- 1986 : Aimer l'art roman en Bourgogne, Éditions Ouest-France  (ISBN 2858829950), réédition en 1995.
- 1986 : Tournus, abbaye Saint-Philibert, Éditions Lescuyer à Lyon.
- 1987 : Autun, illustrations de Pierre Belzeaux, éditions Zodiaque,  (ISBN 978-2-7369-0029-8), réédition 1991.
- 1991 : Christs romans, christs en gloire, éditions Zodiaque, collection Les travaux des mois, 133 p.
- 1995 : La Bourgogne mystique, Précy-sou-Thil, Éditions de l'Armançon, 214 p.  (ISBN 2906594539)
- 1998 : Maître Gislebertus d'Autun, en collaboration avec Jean-François Ferraton, Éditions Chêne-voyelle,  (ISBN 290827812X)
- 1998 : Pierres à légendes de Bourgogne, avec Pierre Saintyves, Antoine Desforges, Louise Guignard-Nourry, Éditions du Pas de l'âne, 159 p.  (ISBN 2951067933)
- 1999 : L'Art roman en Bourgogne, illustrations d'Hervé Champollion, Éditions Ouest-France  (ISBN 978-2-7373-2483-3)
- 1999 : Histoire de la musique à Autun, collectif, auto-édition.
- 1999 : (de) Romanische Kunst im Burgund, illustrations d'Hervé Champollion, traduction de Barbara Creusevault, Éditions Ouest-France  (ISBN 978-2-7373-2484-0).
- 2004 : Femmes étonnantes des, Xe, XIe, XIIe, siècles, Éditions SNPP.
- 2007 : Les nombres dans les constructions au Moyen Âge, préface de Jérôme Grivot, Précy-sous-Thil, Éditions de l'Armançon, 64 p.  (ISBN 978-2-84479-104-7)
- 2008 : C'était donc la tête du Christ, Éditions de l'Armançon, 79 p.  (ISBN 978-2-84479-119-1)
- 2008 : « La Vivre dans l'art roman », in Le Livre de la Vivre, 144 p.
- 2009 : La religion de Talleyrand, Éditions de l'Armançon, 83 p.  (ISBN 978-2-84479-132-0) (BNF 41480198)

## Distinctions
- Chevalier de l'ordre national du Mérite
- Commandeur de l'ordre des Arts et des Lettres
- Chevalier de l'ordre des Palmes académiques

## Hommages
- Un parvis porte son nom à Autun ;

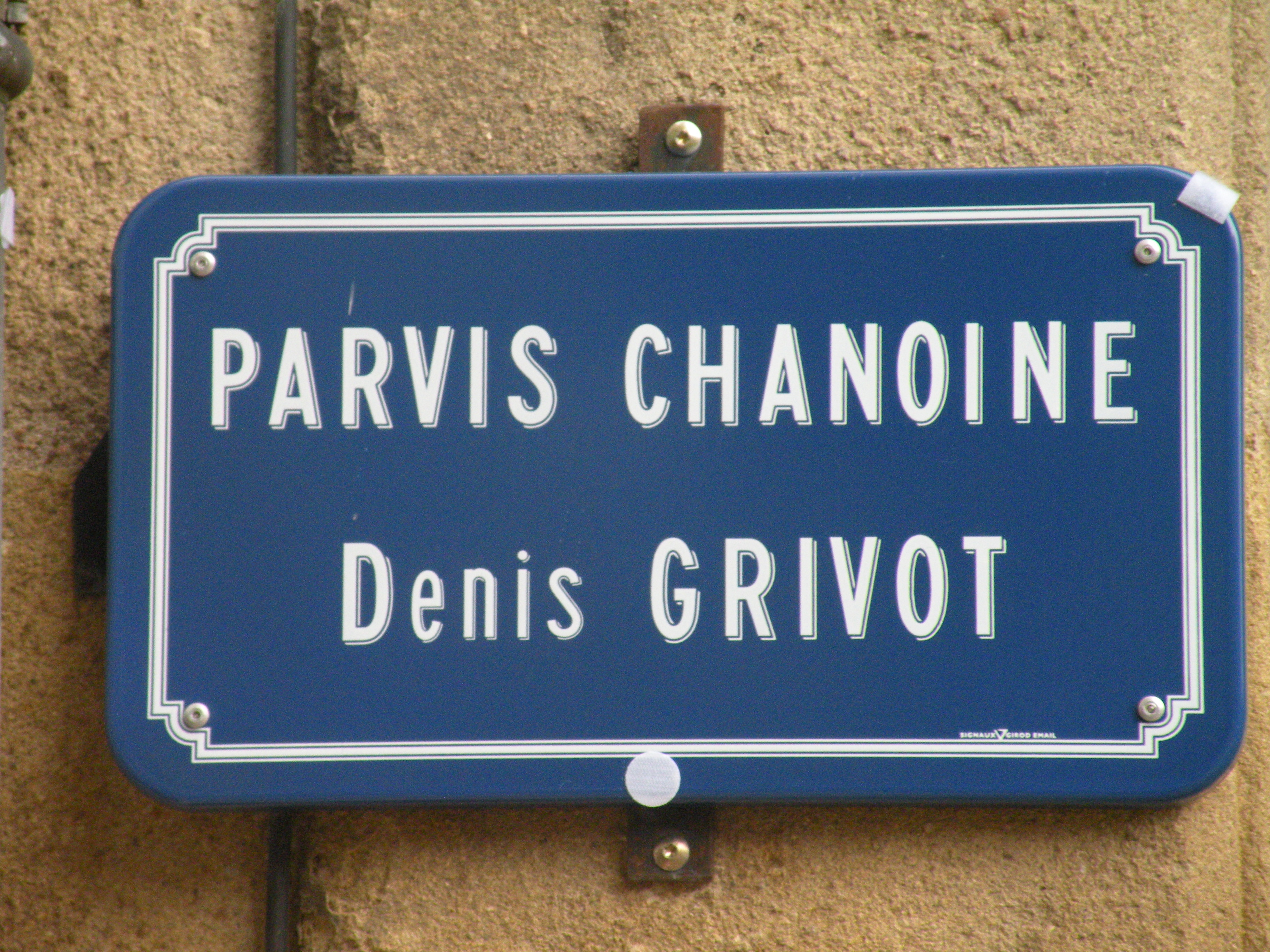
Plaque de rue en l'honneur de Denis Grivot à Autun.

- Michel Limoges, « L'Abbé Denis Grivot est mort », in Le Bien Public, 11 juillet 2008[3] ;
- Un timbre à son effigie présenté par la Société autunoise de philatélie ;
- Exposition de ses ouvrages à l'école municipale d'arts plastiques d'Autun en 2009 ;
- La ville d'Autun et Lire en Pays autunois lui rendent un hommage à l'occasion de la 12e édition de la fête du livre.